# Gesimundo
Gesimundo (em latim: Gesimundus) foi, segundo a Gética de Jordanes, um nobre grutungo do começo do século V. Filho de Hunimundo, o Velho, ele era líder de uma porção dos godos quando eles tornaram-se vassalos dos hunos de Balamber. Em 376, após renovar a aliança huno-gótica, Gesimundo ajudou Balamber em sua guerra contra o rei Vinitário.
Segundo os autores da Prosopografia do Império Romano Tardio provavelmente pode ser identificado com o Gesimundo adotado pelos Amalos. Segundo Peter Heather, ele teria se submetido ao rei grutungo Valamiro (identificado com Balamber), no contexto do conflito deste com os líderes dos grupos góticos rivais de modo a fortalecer sua posição. O historiador Hyun Jin Kim, por outro lado, considera a possibilidade dele ter sido um huno.